# Museo di arte sacra Giovanni da San Guglielmo
Il Museo di arte sacra Giovanni da San Guglielmo è un museo di Montecassiano facente parte del patrimonio artistico della Diocesi di Macerata-Tolentino-Recanati-Cingoli-Treia, con sede presso la Chiesa di San Giovanni Battista risalente al XVI Secolo.

## Storia e descrizione

### La chiesa di San Giovanni Battista
La Chiesa di San Giovanni Battista fu costruita nel XVI Secolo come nucleo originario del Convento delle Clarisse. Dopo numerosi restauri, oggi l'interno si presenta con stile Barocco a pianta ottagonale. L'altare maggiore ospita una tela di Girolamo Buratti, raffigurante la Predica di San Giovanni Battista, forse inviata durante il soggiorno romano del pittore, quindi entro il 1615, per la citazione della vecchia con la cuffia nell’angolo inferiore destro, dalla Madonna dei Pellegrini di Caravaggio. Il dipinto mostra comunque un'impostazione toscana, esemplata sui modelli del Boscoli e dell'Empoli.

### Il Museo di arte sacra “Giovanni da San Guglielmo”
La collezione di arte sacra del museo comprende macchine processionali, candelabri, crocifissi e cartegloria recentemente restaurati. Di notevole pregio sono gli argenti dei maceratesi Domenico e Antonio Piani e due busti di San Cassiano.